# Parotocinclus cristatus
Parotocinclus cristatus (Паротоцинклюс кам'янистий) — вид риб з роду Parotocinclus родини Лорікарієві ряду сомоподібні. Інша назва «паротоцинклюс гребінчастий».

## Опис
Загальна довжина сягає 4 см. Голова доволі широка, трохи сплощена зверху. Очі невеличкі. Задня скронева кістка неперфорована. Тулуб подовжений, приосадкуватий, вкритий кістковими пластинками. На череві пластини нерівно розташовані. Спинний плавець низький, довгий. Грудні та черевні плавці широкі, проте останні поступаються розмірами першим. Жировий плавець відсутній. Хвостовий плавець витягнутий, усічений.
Основний фон кремовий, по якому проходить суцільний малюнок, який складається сірувато-фіолетових ліній. Промені плавців забарвлені переривчастими темними лініями. Черево майже позбавлено цього малюнку.

## Спосіб життя
Демерсальна риба. Воліє до чистої води. Зустрічається на мілині або на середній течії в річках і струмках з піщано-гравійним дном. Утворює невеличкі косяки. Активна вдень. Живиться м'якими водоростями, личинками комах.

## Розповсюдження
Мешкає у прибережних річках на півдні штату Баїя (Бразилія).